# Tattooed Millionaire
Tattooed Millionaire è il primo album in studio del cantante britannico Bruce Dickinson, pubblicato nel 1990 dalla EMI.

## Il disco
L'album, che raggiunse la posizione n. 14 nella classifica inglese, ricorda solo vagamente il sound degli Iron Maiden ed è più orientato verso un hard rock di facile ascolto. In questo contesto trova spiegazione la presenza del brano All the Young dudes cover dei Mott the Hoople e rinomato successo anche di David Bowie.
Il disco si chiude con il brano No Lies, cui la celeberrima Bring Your Daughter... to the Slaughter somiglia in modo sorprendente, utilizzata dal gruppo madre nell'album No Prayer for the Dying. Nel VHS live Dive! Dive! Live! testimonianza del tour di supporto a Tattooed Millionaire, Bruce Dickinson la presenta come antipasto del successivo album (poi non pubblicato, in quanto non si parlò di secondo album solista sino a Balls to Picasso del '94, con ben altra formazione) mentre la sua versione originale, scritta per la colonna sonora del film Nightmare 5, la possiamo però ritrovare nel bonus CD con cui Tattoed Millionaire è stato ripubblicato nel 2005: incluse nel bonus CD troviamo anche tutte le b-sides inserite nei quattro singoli estratti dall'album e pubblicati anch'essi nel 1990.

## Tracce

### CD 1
Testi di Bruce Dickinson, musiche di Janick Gers, eccetto dove indicato 
1. Son of a gun - 5:54
2. Tattooed millionaire - 4:27
3. Born in '58 - 3:39
4. Hell on wheels - 3:39
5. Gypsy road - 4:02
6. Dive! Dive! Dive! - 4:40
7. All the young dudes - 3:48 -  (David Bowie)
8. Lickin' the gun - 3:16
9. Zulu Lulu - 3:27
10. No lies - 6:22 -  (Bruce Dickinson)

### CD 2: bonus track
1. Bring Your Daughter... To The Slaughter - 5:00 (original soundtrack version)
2. Ballad of Mutt - 3:24
3. Winds of Change - 3:22
4. Darkness be my Friend - 2:03
5. Sin City - 4:39 (cover AC/DC)
6. Dive! Dive! Dive! (live) - 4:43
7. Riding With the Angels (live) - 4:19
8. Sin City (live) - 4:49
9. Black Night (live) - 4:33 (cover Deep Purple)
10. Son of a Gun (live) - 5:53
11. Tattooed Millionaire (live) - 4:35

## Singoli
- Tattooed millionaire -  (b-side: Ballad of Mutt, Winds of change)
- All the young dudes -  (b-side: Darkness be my friend, Sin City)
- Dive! Dive! Dive! -  (b-side: Sin City - live , Black night - live, Riding with the angels - live)
- Born in '58 -  (b-side: Son of a gun - live, Tattooed millionaire - live)

## Formazione
- Bruce Dickinson - voce
- Janick Gers - chitarra
- Andy Carr - basso
- Fabio Del Rio - batteria